# Betty Hennings
Betty Mathilde Hennings, född Schnell den 26 oktober 1850 i Köpenhamn, död den 27 oktober 1939 i Gentofte, var en dansk skådespelerska, känd bland annat för sina roller i Henrik Ibsens pjäser: Nora i Et dukkehjem, Hedvig i Vildanden och fru Alving i Gengangere.

## Biografi
Hennings var dotter till skräddarmästaren Stig Jørgen Schnell och Regine Sophie Dorothea Schmidt. Hon utbildades från åtta års ålder i Det Kongelige Teaters balettskola, och gjorde 1866 sin första större roll i baletten Valdemar. 1868 spelade hon Sigyn i baletten Thrymskviden, innan hon under ledning av Frederik Høedt utbildade sig till skådespelerska. 1870 uppträdde hon som Agnès i Molières Fruntimmersskolan, och spelade därefter med stor framgång flera ingenyroller, tills hon 1879 som Nora i Et dukkehjem visade att hon kunde utföra även mer invecklade karaktärsroller. Hon kom att spela denna roll omkring hundra gånger, och spelade dessutom med stor framgång flera andra Ibsen-roller, särskilt Hedvig i Vildanden och fru Alving i Gengangere.
Hon excellerade även i andra roller, så som Bodil i Einar Christiansens Frøken Bodil og hendes Broder och Emily i Gustav Esmanns Den kære familie, Jane i Dumas Damernas vän, liksom i romantiska och tragiska roller, som prinsessan i Holger Drachmanns Der var en gang (spelad 182 gånger), Henrik Hertz Kong Renés datter, Ofelia i Hamlet och titelrollen i Maria Stuart. Även Leonora i Ludvig Holbergs Mascarade fick genom henne ett rikare innehåll.
Hennings mycket omväxlande repertoar, från helt unga flickor som Hedvig i Vildanden till gamla kvinnor som gumman i Esmanns I stiftelsen eller den döende modern i Axel Emil Betzonichs Guldkareten, omfattade över 170 roller. Hon spelade allt från ingeny till tragédienne, men hade sin främsta styrka inom karaktärsskådespelarfacket. Ibsen och hon hade mycket att tacka varandra för; hon gestaltade flera av hans viktigaste skapelser, medan hans dramer i hög grad verkade befruktande på hennes konst och gav henne möjlighet att utvecklas och fördjupas som skådespelare.
Hennings uppträdde flera gånger i Sverige, första gången i Stockholm 1889, och var känd även utom Skandinavien. 1908 drog hon sig av hälsoskäl tillbaka från scenen. 1877 gifte hon sig med hovmusikhandlaren Henrik Hennings.

## Utmärkelser
- Tagea Brandts rejselegat for kvinder 1925